# Лечхумський хребет
42°42′17″ пн. ш. 43°09′20″ сх. д. / 42.704638888889° пн. ш. 43.155666666667° сх. д.
Лечхумський хребет (груз. ლეჩხუმის ქედი) — гірський хребет у Грузії, в південній частині Кавказьких гір. Хребет Лечхумі служить вододілом, що розділяє долини річок Цхеніскалі та Ріоні.
Довжина хребта 66 км, ширина близько 25 км. Його максимальна висота 3584 метри (вершина гори Самерцхле).
Хребет Лечхумі має льодовикову форму рельєфу, включаючи U-подібну долину та цирк. Складається переважно нижньо- та середньоюрськими сланцями, пісковиками та вапняками. Хребет має 4 льодовикизагальною площею 2 км2. Місцевість здебільшого вкрита дубом, грабом, буком, ялиною та ялицею Найвищі вершини мають альпійські та субальпійські ландшафти.